# Instituto Complutense de Análisis Económico
El Instituto Complutense de Análisis Económico (ICAE) es un centro de investigación de la Universidad Complutense de Madrid (UCM). Su equipo está conformado por profesores e investigadores de la Facultad de Ciencias Económicas y Empresariales de la UCM, así como de investigadores y docentes de otras universidades españolas e internacionales. 
Además de la actividad investigadora (investigación básica y aplicada, documentos de trabajo, seminarios de investigación (semanales), intercambio de investigadores visitantes, publicaciones del personal docente e investigador del instituto, proyectos de investigación en colaboración con otras instituciones, tesis doctorales), la actividad docente del ICAE se desarrolla a través de su participación en el Máster en Banca y Finanzas Cuantitativas y en el Doctorado en Finanzas y Economía Cuantitativas y de la organización de talleres y seminarios.

## Áreas de investigación[4]
- Análisis de política macroeconómica y mercados financieros.
  - Directores: Alfonso Novales Cinca, Simón Sosvilla Rivero
- Economía Pública.
  - Directores: Rafael Salas del Mármol, Juan Gabriel Rodríguez Hernández
- Estudios sectoriales.
  - Directores: Teodosio Pérez Amaral, Luis Antonio Puch González
- Organización Industrial. Análisis a nivel empresarial.
  - Directores: José Carlos Fariñas García, Elena Huergo Orejas

## Historia[5]
El ICAE fue creado en 1993 por un grupo de profesores e investigadores de la Universidad Complutense de Madrid (UCM) para contribuir al análisis económico aplicado, enfocado en las áreas de macroeconomía, microeconomía, economía monetaria y financiera, econometría y matemáticas.

## Equipo de dirección[6]
- Director: Teodosio Pérez Amaral
- Fundador y Asesor Estratégico Senior: Alfonso Novales Cinca
- Director de Investigación:  Luis Antonio Puch González